# 1464 Armisticia
1464 Armisticia è un asteroide della fascia principale. Scoperto nel 1939, presenta un'orbita caratterizzata da un semiasse maggiore pari a 3,0029962 UA e da un'eccentricità di 0,0519482, inclinata di 11,55540° rispetto all'eclittica.
L'asteroide ha ricevuto questo nome in quanto scoperto nel ventunesimo anniversario della firma dell'armistizio di Compiègne, che ha posto fine alla prima guerra mondiale.